# Soclogbo
Soclogbo est l'un des dix arrondissements de la commune de Dassa-Zoumè dans le département des Collines au Bénin.

## Géographie
Soclogbo est situé au centre du Bénin et compte six villages que sont Agao, Akoba, Djigbe, Dogbo, Gbonou et Miniffi.

## Démographie
Selon le recensement de la population de 2013 conduit par l'Institut national de la statistique et de l'analyse économique (INSAE), Soclogbo compte 11 570 habitants.